# AZD0328
AZD0328是一种开发中的药物，分子式C13H16N2O，是一种选择性的α7菸鹼興奮劑，会增强脑皮层的多巴胺释放，改善大鼠的学习和注意力过程。
它可以3-奎宁环酮和2-氯吡啶为原料经多步反应制得。